# Oedalea tristis
Oedalea tristis är en tvåvingeart som beskrevs av Scholz 1851. Oedalea tristis ingår i släktet Oedalea och familjen puckeldansflugor. Inga underarter finns listade i Catalogue of Life.